# ممدوح شكري
ممدوح شكري مخرج وممثل مصري مواليد محافظة المنيا عام 1939 حصل على المعهد العالي للسينما قسم الإخراج عمل في بداية حياته الفنية ممثل ومساعد مخرج عمل كـ مساعد لكل من فطين عبد الوهاب وكمال الشيخ في رصيده 4 أفلام روائية طويلة وعدد من الأفلام التسجيلية وله أدوار صغيرة في أفلام «البنات والصيف» «الخطايا» «حلاق السيدات»
اشتهر بإخراجه لفيلم زائر الفجر وبسبب منع الرقابة لعرضه سببت له اكتئاب حاد وتوفي على إثرها في ديسمبر 1973.

## أعماله
افلام
| الفيلم                   | السنة | سيناريو                          | بطولة                                             |
| ------------------------ | ----- | -------------------------------- | ------------------------------------------------- |
| 3 وجوه للحب              | 1969  | مدحت بكير، ناجي رياض، ممدوح شكري | عزت العلايلي، يوسف فخر الدين، احمد مرعي           |
| أوهام الحب الوادي الأصفر | 1970  | ممدوح شكري ممدوح شكري            | نجلاء فتحي، يوسف شعبان شكري سرحان، مريم فخر الدين |
| زائر الفجر               | 1972  | رفيق الصبان، ممدوح شكري          | ماجدة الخطيب، عزت العلايلي                        |

## وفاته
توفي ممدوح شكري عن عمر يناهز 34 عام فقط حيث كان فيلمه زائر الفجر السبب الرئيسي في وفاته فقد منعت الرقابة عرض فيلمه عام 1972 وقد قيل ايضًا حول هذا الفيلم الذي كان حديث الوسط الثقافي والأدبي في ذلك الوقت أن مخرج الفيلم والممثلين والمنتجة (ماجدة الخطيب) تعرضوا إلى أنواع كثيرة من التحذيرات من جهات أمنية بسبب محتواه الأمر الذي أصاب مخرجه ممدوح شكري بالاكتئاب إلى حد الموت مما أدى إلى إصابته بمرض حاد نقل على اثره إلى مستشفى الحميات حيث صعدت روحه إلى بارئها ولم يذكر أحد المرض الذي عانى منه.

## تكريمه
تم تكريمه عام 2014 من قبل مهرجان جمعية الفيلم عن فيلمه (زائر الفجر).

## وصلات خارجية
1. https://www.elcinema.com/person/1095649/